# Air Bridge Denial

CIA:s sigill.

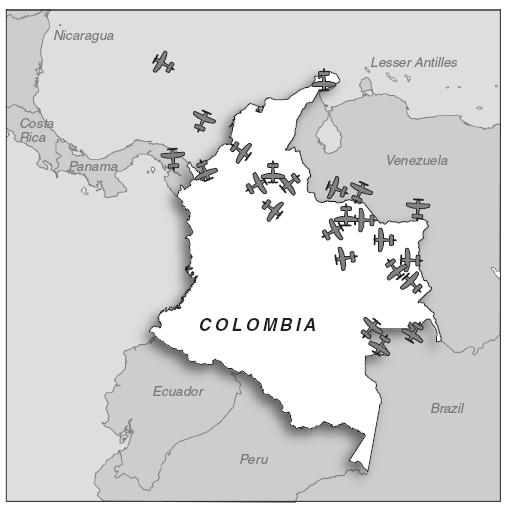
Den federala amerikanska myndigheten Government Accountability Office släppte en illustration om misstänka flygplan för narkotikasmuggling kopplad till Colombia under majmånad av 2005.

Air Bridge Denial är ett amerikanskt federalt program i syfte att förhindra narkotikasmuggling via luftfart i Sydamerika, närmare bestämt i Colombia och Peru. År 1992 stod Peru för 61% av all kokablad som användes för tillverkning av kokain i världen, de mesta användes av colombianska drogkarteller. Mellan 1996 och 2001 blev 15 flygplan, som misstänktes hålla på med narkotikasmuggling, nerskjutna eller tvingades ner med våld i Peru. Programmet administrerades av den amerikanska underrättelsetjänsten Central Intelligence Agency (CIA), på uppdrag av USA:s försvarsdepartement, medan Colombias- och Perus flygvapen utförde kontakt och eventuella nerskjutningar.
Programmet startades 1995, året före hade USA:s 42:a president Bill Clinton (D) signerat en presidentorder för programmet. Detta var en tvungen åtgärd för att kunna legitimera att civila flygplan kunde bli beskjutna och nerskjutna, som egentligen är illegalt i internationell rätt. Den 20 april 2001 kom Air Bridge Denial dock till allmänhetens kännedom efter att ett flygplan av varianten Cessna 185 Skywagon blev beskjutet av Perus flygvapen i östra delen av departementet Loreto, nära gränsen mellan Peru och Brasilien. Flygplanet hade ombord fem amerikaner, James (Jim) och Veronica (Roni) Bowers, deras barn
Cory (6–7 år) och Charity (7 månader) samt piloten Kevin Donaldson, Bowers var kristna missionärer för Association of Baptists for World Evangelism. Roni och Charity Bowers dödades omedelbart medan Donaldson träffades i benen efter att en peruansk Cessna A-37 Dragonfly öppnade eld med flygplanets minigun. CIA hade misstagit flygplanet för att vara ett flygplan för narkotikasmuggling. Den peruanska stridspiloten utfärdade varning på spanska till flygplanet om att landa omedelbart eller bli nerskjutet men det kom aldrig till Donaldsons kännedom eftersom de två använde olika radiofrekvenser. CIA, å sin sida, ville heller inte flyga upp till flygplanet för att kolla upp flygplanets registreringsnummer, i syfte att undvika bli upptäckta. På en ljudinspelning från händelsen, kunde man dock höra hur CIA-anställda blev mer och mer tveksamma om flygplanet verkligen var ett för narkotikasmuggling. De kunde också höra på radion, direkt efter beskjutningen, hur Donaldson skrek över radion på spanska att de blev beskjutna. CIA-anställda beordrade omgående Perus flygvapen om eld upphör. Donaldson kunde nödlanda flygplanet, trots sina benskador och att delar av flygplanet hade fattat eld, i Amazonfloden i Peru. De överlevande fick hjälp av lokalbefolkningen medan amerikansk federal personal och peruansk militär kom till platsen en stund senare.
USA satte omgående programmet i pausläge efter händelsen och var inaktiv fram till augusti 2003 när de åter startade det, den här gången endast i Colombia. Flera skyddsåtgärder hade tagits fram så liknande händelser inte skulle inträffa igen. I augusti 2008 slutförde CIA en internrapport om händelsen men vägrade göra den offentlig. Den republikanske politikern Pete Hoekstra, då ledamot i USA:s representanthus, hade genom åren anklagat CIA för mörkläggning rörande händelsen och krävde då att rapporten skulle offentliggöras. CIA motsatte sig det fram tills februari 2009 när de motvilligt gjorde rapporten offentlig. I den interna rapporten hade 16 individer blivit utpekade men ingen hade dock fått sparken eller blivit degraderad i tjänstegrad. Talesperson vid CIA ansåg att man hade inte utfört någon som helst mörkläggning och ansvaret låg helt på Peru och deras flygvapen. Det är okänt om programmet är fortfarande aktivt eller ej.